# Greensforge
Greensforge – osada w Anglii, w hrabstwie Staffordshire, w dystrykcie South Staffordshire. Leży 35 km na południe od miasta Stafford i 180 km na północny zachód od Londynu.